# 居士
居士是漢語中对修行人的一類称谓，中華古稱居家不出仕之士，後爲道、佛、儒所用，泛指居家修行之士。
最初源自道家居家修行道士的簡稱：如正一斋醮道士称散居道士；有的道士娶有妻室，又称火居道士，俗称连家道；皆簡稱居士。

## 梵語
居士的梵語為（音译迦羅越、伽羅越，意思為長者、家長、居財之士、居家之士:14）分为两众，男稱優婆塞（upāsaka），意譯為近事男、近善男、信士、信男、清信士、善男子等；女稱優婆夷（upāsikā），意譯為近事女、近善女、近宿女、信女、清信女、善女人等:23。後世漢傳佛教引入此概念，稱在家居士。
再有宋儒理學和明儒心學等形成過程中，多吸收了道家易理概念與本體論思想，順帶也引入了居士概念，流行于諸儒士互稱或自稱。

## 漢語释义
“居士”字面意思是居住在家的人士，古時候是針對于出仕做官而言，云有德能之士不愿做官而隐居在家，这个用法据说起源於商、周之时。後来也成为文人雅士的自称。如以下在唐朝以前的古典文献中的用例：
- 《礼记·玉藻》：「居士锦带。」郑玄注：「居士，道艺处士也。」
- 《韩非子·外储说右上》：「齐东海上有居士曰狂矞、华士昆弟二人者立议曰：‘吾不臣天子，不友诸侯，耕作而食之，掘井而饮之，吾无求于人也。’」
- 《魏书·儒林传·卢景裕》：「其叔父同职居显要，而景裕止于园舍，情均郊野，谦恭守道，贞素自得，由是世号居士。」
- 《北史·韦敻传》：「敻对玩琴书，萧然自逸，时人号为居士焉。」
- 《南史》：“阮孝绪屏居一室，家人莫得见其面。亲友因呼为居士。到洽筑室岩阿，幽居积岁，时人号曰居士。虞寄居闽中，知刺史陈宝应有异志。恐祸及，乃著居士服，居东山寺。”

道教“居士”被当做非出家的修道者的统称。
佛教传入中原後，也使用居士一词代指在家修佛者。
南宋以来，儒学也深受佛教影响，發展出宗教化的理学、心学，儒士大多略有通晓道理禅学，故也以居士自称。

## 道教居士
全真道（也稱全真教）北派自金代王重陽創始後即有出家制度延續至今。正一派的出家制度則先於全真教，並有多位歷代高道爲其代表人物，其中最著名者為成就天師的薩守堅。
道教信徒称爲信士（未皈依者）、清信士、善男信女等，受三归五戒後称居士，俗家弟子互相尊称师兄、师长、道友、道侣、同道、同参等。因与汉传佛教长期互相影响，两教称谓相似或相同。
出家者则称谓较多，一般尊称道长、仙长、道士、道姑（女性）、道人、道爷、真人（位列仙班者，义爲纯真无垢之仙人）、高道等，另有高真、高功、高士、大德、羽士、羽衣、羽人、羽客、黄冠（男性）、女冠（或女黄冠，女性）、乾道（男性）、坤道（女性）和道童（刚出家的年轻人）。根据全真、正一派别的不同，又有全真道士、正一道士的异称；全真斋醮道士称法师，正一斋醮道士称散居道士；有的道士娶有妻室，又称火居道士，俗称连家道；从事丧葬仪典者称乌头道士；全真还有炼师、嗣师（未受戒）、宗师（已受戒）、律师（方丈）、大师（司戒坛者）。
道观内主持事务者称住持或方丈，是以理事房间（办公室）爲方丈长宽得此名；方丈以下的总管称监院；接待信众、宾客者称知客。
张陵及其後嗣称天师，正一派亦有道士自称天师的。

## 佛教居士
在佛教中，信徒分为出家众和在家众两大类。出家众爲僧人，即俗称的“和尚”。在家众即所有的學佛人士，最早音译爲迦羅越，後以“居士”作为意译，以維摩詰居士最为有名。居士又称白衣（和僧人袈裟衣相对）、善信等，男稱優婆塞（upāsaka），女稱優婆夷（upāsikā）。经论中有文如：
- 《維摩詰經·方便品》:「若在居士，居士中尊，斷其貪著。」
- 《注维摩经》一：“什曰：外国白衣多财富乐者，名为居士。肇曰：积财一亿，入居士里。宝货弥殖故，贪著弥深。”
- 《天台观音义疏》：“居士者，多积贿货，居业丰盈，以此为名也。”
- 慧远《维摩经疏》一：“居士有二：一广积资财，居财之士，名为居士。二在家修道，居家道士，名为居士。”
- 嘉祥《法华义疏》十二：“居士有二种：一居舍之士，故名居士。二居财一亿，故名居士。”
- 《法华玄赞》十：“守道自恬，寡欲蕴德，名为居士。”
- 《十诵律》六：“居士者，除王王臣及婆罗门种。余在家白衣，是名居士。”

在《佛学大辞典》中，“迦羅越”的梵语作kulapati，据学者纪赟考证，这是错误的。实际上，kulapati由词根kula-（家族）和pati（主人）组成，义爲家长、族长，是乡族中的名望、长老、领导者的意思。而作为在家人的梵语、巴利语有多个来源，一者如在巴利语中，出家人爲anagārika或anagāriya，是在“在家人”（agārika、agāriya）前加上否定前缀（an-）；二者如“迦羅越”（gṛhapati），本身强调了财力与地位。

## 名士舉例
唐朝號居士者甚眾，如：李白字太白、號青蓮居士（道教居士）；白居易字樂天、號香山居士（佛教居士；因曾構石樓於香山，與香山寺僧結香火社，不食葷）。兩宋儒士亦多号居士，如：歐陽修號六一居士，蘇軾號東坡居士，陳慥號龍丘居士，陳舜俞號白牛居士，秦觀號淮海居士，陳師道號後山居士，張舜民號浮休居士，米芾號鹿門居士，周邦彥號清真居士，李清照號易安居士，辛棄疾號稼軒居士，張元幹號蘆川居士，蒲松齡號柳泉居士，張孝祥號於湖居士，劉克莊號後村居士，范成大號石湖居士等等。
由以上之例可發現居士之取名多取文士居所之地名、建築名，但也有例外。清雍正帝名為「胤禛」，自號「圓明居士」，又號「破塵居士」。「圓明」二字為康熙帝賜，意謂「圓而入神，明而普照」，後來建築了「圓明園」。
中國當代知名藝術家張大千，別署大千居士。台灣企業家曹興誠，別號八不居士。

## 延伸阅读
[在维基数据编辑]
 《佛學大辭典/居士》，出自丁福保《佛学大辞典》
 《欽定古今圖書集成·博物彙編·神異典·居士部》，出自陈梦雷《古今圖書集成》